# Chingola
Chingola je peti po veličini zambijski grad. Nalazi se u pokrajini Copperbelt, na oko 1350 metara nadmorske visine, u rudarskom području uz granicu s Demokratskom Republikom Kongo.
Grad je osnovan 1943. godine, nešto kasnije nego ostali veći gradovi u Copperbeltu. Najpoznatiji je po obližnjem rudniku bakra Nchanga. Ima zračnu luku.
Godine 2010. Chingola je imala 180.000 stanovnika.

## Vanjske poveznice
- Chingola na stranici Turističke zajednice Zambije (engl.)

### Ostali projekti
|  | Zajednički poslužitelj ima još gradiva o temi Chingola |